# Lago Erhai
El lago Erhai (en chino, 洱海; pinyin, Ẽrhǎi; literalmente, ‘mar Er’) es un lago alpino situado en la provincia de Yunnan, al sudoeste de la República Popular China. Antiguamente se le conoció como Yeyuze (叶榆泽) o Kunming (昆明池).
El 29 de noviembre de 2001 el «punto escénico montaña Dali Chanshan y lago Erhai» fue inscrito en la  Lista Indicativa de China del Patrimonio de la Humanidad, en la categoría de bien mixto (n.º ref 1634). Hay dos ciudades históricas (Dali y Weishan) y más de 100 puntos escénicos, con un maravilloso paisaje natural, una larga historia y numerosas reliquias y lugares históricos.

## Etimología
Durante la dinastía Han a Tang, "Kunming" (昆明) era el nombre étnico de un antiguo grupo del suroeste de China que vivía en la región vecina del lago Er. En el tiempo siguiente, la literatura china registró el nombre "昆弥" (Kun-mi) como "昆弭" (Kun-mi). El nombre del lago también cambio de (渳) a (洱), parece que a (弭) se le agrega el radical agua (氵) y cambió a (渳). Fang Guoyu (方国瑜) que recibió un doctorado en etnología china en 1981, cree que "Er" 洱 es una simplificación de 渳.
Según el especialista en Bai, el nombre "Er" es una evolución en idioma bai que significa "agua inferior", cuya pronunciación es /jɛ33ji33/. En el dialecto Dali del idioma Bai, "inferior" (/jɛ33/) también se pronuncia /ɛɹ33/. Xu Lin cree que el nombre chino "洱" proviene de /ɛɹ33/ "inferior".

## Situación y datos físicos
El lago está situado a una altitud de 1972 metros sobre el nivel del mar. De norte a sur, la longitud del lago es de 40 km, mientras que de este a oeste alcanza los 7-8 km. 
Ocupa un área de 250 km², lo que le convierte en el segundo lago ubicado en tierras montañosas de China, después del Dianchi. Su perímetro alcanza los 116 km. La profundidad media es de 11 metros y su capacidad de almacenaje de 2,5 km³.
El lago Erhai se encuentra entre las montañas Cangshan al oeste y la Ciudad de Dali. Recibe agua de los ríos Miju, Minci y Bolou.

## Otros datos
El lago está lleno de islas que se han convertido en destinos turísticos. Se destacan la isla Jinsuo, Nanzhao Fengqing y Guanyin Ge. En la isla de Xiaoputuo se encuentra un templo budista. Construido en el siglo XV, es una muestra de la antigua arquitectura budista china.
El lago es una fuente importante de alimentos para los Bai, minoría que habita en la región. Los Bai utilizan un sistema de pesca para el que utilizan a cormoranes. Se entrena a estos pájaros para que capturen a los peces y los devuelvan a los pescadores. Para evitar que el cormorán se trague el pez, se les coloca un aro en el cuello.